# HD 194578
HD 194578 är en orange  stjärna i Delfinens stjärnbild..
Stjärnan har visuell magnitud 6,35 och är nätt och jämnt synlig för blotta ögat vid mycket god seeing.